# Yael Grobglas
Yael Grobglas (Parijs, 31 mei 1984) is een Israëlisch actrice. Ze speelt als Petra Solano en haar tweelingzus Anežka in de tv-serie Jane the Virgin van de Amerikaanse zender The CW.
Ook speelt ze de rol van Olivia D'Amencourt in de serie Reign.